# Samuel Charters (homme politique)
Pour les articles homonymes, voir Charters.
Samuel Charters (18 mai 1863-21 avril 1943) est un homme politique canadien de l'Ontario. Il est député fédéral unioniste et conservateur de la circonscription ontarienne de Peel de 1917 à 1935.
Il est aussi député provincial conservateur de Peel de 1908 à 1913.

## Biographie
Né dans Chinguacousy Township (en) dans le Canada-Ouest, Charters étudie à Brampton. Il œuvre ensuite à l'édition du Brampton Conservator et travaille en tant que président de la Charters Publishing Conservator.
Candidat provincial défait dans Peel en 1902, il parvient à être élu en 1908 et réélu en 1911. Il démissionne en 1913 en raison de problèmes de santé.
Élu sur la scène fédérale en 1917, il est réélu en 1921, 1925, 1926 et 1930. Durant ses mandats, il whip de l'opposition aux Communes de 1917 à 1930. Il ne se représente pas en 1935.
Sur la scène municipale, Charters occupe également le poste de maire de Brampton de 1907 à 1911 et conservateur des actes pour le comté de Peel (en).